# توني دانيلز
توني دانيلز (بالإنجليزية: Tony Daniels)‏ هو لاعب كرة قاعدة أمريكي، ولد في 28 ديسمبر 1923 في غاستونيا في الولايات المتحدة، وتوفي في 23 يوليو 2005 في ستيتسفيل في الولايات المتحدة.

## وصلات خارجية
- توني دانيلز على موقعبيزبول رفرنس.كوم (الدوري الرئيسي) (الإنجليزية)